# Tartarughe Ninja: l'avventura continua
Tartarughe Ninja: l'avventura continua (Ninja Turtles: The Next Mutation) è una serie televisiva live action composta da una stagione di 26 episodi da venti minuti. Fu trasmessa in seguito alla serie a cartoni animati Tartarughe Ninja alla riscossa, basata sulla serie a fumetti Tartarughe Ninja della Mirage Studios. Non essendo a cartoni le tartarughe sono interpretate da attori con indosso un costume.
In questa serie è stato introdotto il personaggio della tartaruga femmina Venus. Le tartarughe di questa serie sono anche apparse in un episodio di Power Rangers in space poiché le serie sono state prodotte entrambe dalla Saban.

## Trama
Alle origini delle Tartarughe Ninja, si scopre che Splinter si dimenticò di una quinta tartarughina, presa poi in adozione dal mago shinobi Chung I. Chung, che l'ha portata in Cina e allevata imparando le stesse tecniche, chiamandola inizialmente Mei Pieh Chi. Chung in particolare era capace di camminare nei sogni degli altri e durante i suoi viaggi onirici incontrò lo spirito di Splinter: i due maestri si parlarono delle tartarughe e Splinter si rese conto che anche Mei apparteneva al suo gruppo di tartarughe. Quando Chung morì, confidò alla tartaruga femmina le sue vere origini, la quale decise di spostarsi a New York per incontrare le altre tartarughe.
Intanto, mentre si trovava nel mondo dei sogni, lo spirito di Splinter viene catturato da alcuni draghi malvagi chiamati Dragonlords che erano tenuti imprigionati da Chung quando era in vita; quando Mei arriva dalle tartarughe americane e le vede accanto a letto del corpo di Splinter senza vita, capisce chi sono gli artefici della malefatta ed li aiuta a salvare il loro maestro.
In uno degli scontri, Mei distrugge una statua dei draghi lasciandola senza braccia: questo porta la squadra di tartarughe a soprannominare Venus il nuovo membro, in reminiscenza della celebre statua Venere di Milo. Le cinque tartarughe assieme salvano lo spirito di Splinter che si risveglia, ma il pericolo è ancora in agguato e dovranno occuparsi di ricorrenti attacchi da parte dei Dragonlord, comandati dal drago umanoide The Rank. Dovranno affrontare altri acerrimi avversari, tra cui Simon Bonesteel, un cacciatore iperattivo e scaltro, e Vam Mi, una vampira alleata con altri due vampiri.

## Home video
Nel 2005 la serie è stata editata in 5 DVD da Prism Italy. Nei DVD sono stati inseriti come contenuti speciali i cinque episodi della stagione uno della serie animata Tartarughe Ninja alla riscossa.

## Personaggi
- Leonardo: il leader della banda. Il personaggio rimane sostanzialmente invariato rispetto alle altre versioni, unendo l'attitudine scherzosa e umoristica della serie animata anni 80-90 alla personalità da leader esigente (soprattutto con se stesso) dei fumetti che lo porta a volte ad avere alterchi con i fratelli (specialmente con Raffaello).
- Raffaello: i muscoli della banda. Rispetto alla serie animata (della quale conserva, però, come gli altri un'attitudine a divertirsi e a fare battute), questa versione preserva il carattere focoso e impetuoso dell'originale, spesso propenso a disobbedire agli ordini di Leonardo o Splinter e avventurarsi da solo. Non di meno, è estremamente protettivo verso la famiglia e coloro a cui si affeziona (come André) e odia chi se la prende con i più deboli. Tra lui e Venus sembra esserci un'intesa romantica, anche se Raffaello non crede nella magia, cosa che li porta, a volte, a discutere.
- Donatello: il genio della banda. Fedele alla caratterizzazione originale, è un vero e proprio mago della tecnologia, capace di ricavare congegni molto sofisticati anche da rottami. Va molto fiero delle sue invenzioni e vorrebbe tanto che, un giorno, il suo genio fosse riconosciuto dalla comunità scientifica. Per questo ammira inizialmente il dottor Quease, nonostante questi sia malvagio, poiché si tratta dell'unico umano che crede ai mutanti. Come Raffaello, Donatello a volte discute con Venus in materia di scienza e magia.
- Michelangelo: il cuore della banda. Il personaggio è praticamente uguale alla versione animata degli anni 80-90. Quando non è insieme ai fratelli, dirige un proprio programma radio che ha molto successo tra i giovani di New York City (che non sanno chi lui sia naturalmente) e perfino tra i nemici delle Tartarughe Ninja!
- Venus: creata appositamente per la serie, è la prima tartaruga femmina del franchise. Anche lei mutata dall'Ooze come i protagonisti, fu raccolta e allevata dal maestro mistico cinese Chung I, vecchio amico di Hamato Yoshi, che Splinter conosceva bene. Per questo, dopo la morte del maestro, si dirigerà a New York per unirsi ai discepoli di quest'ultimo. Inizialmente molto ligia alle regole ed estranea alla vita sociale, avendo vissuto tutta la vita sotto l'apprendistato del maestro in un monastero, imparerà dai suoi nuovi amici tutto su come divertirsi ed emozionarsi. Possiede alcuni poteri mistici che però non è ancora in grado di padroneggiare come vorrebbe. Il suo vero nome è Mei Pieh Chi.
- Maestro Splinter: mentore e padre adottivo delle Tartarughe Ninja. Il suo passato si rifà al primo film delle Tartarughe Ninja del 1990 nel quale era l'animale domestico di Hamato Yoshi, dal quale imparò l'arte dei ninja imitando i suoi movimenti dalla sua gabbia, prima che questi venisse ucciso da Shredder. Durante questo periodo, Splinter ebbe modo di conoscere anche Chung I, il futuro maestro di Venus, che era amico personale di Yoshi.
- Shredder: l'antagonista principale del franchise in molte versioni, in questa serie svolge invece un ruolo secondario apparendo solo in tre puntate. Nel secondo episodio, infatti, Shredder viene colpito da un incantesimo psichico di Venus che ne devasta la mente, portandolo a girovagare senza coscienza per la città. Senza la sua guida, il Clan del Piede si frantuma e, anche una volta recuperata la memoria, Shredder sembra essere divenuto innocuo, anche se, nell'ultima puntata in cui appare, riesce a rubare un amuleto mistico di enorme magia con il quale si ripromette di ritornare al potere e vendicarsi (ma la serie fu cancellata prima che ciò potesse accadere).
- Komodo, il Signore dei Draghi: l'antagonista principale, creato appositamente per la serie. Il suo nome viene rivelato solo nel merchandise di giocattoli. È il sovrano di un popolo di draghi umanoidi che dominavano la Terra da molto prima dell'arrivo degli uomini. Millenni orsono, furono imprigionati in una dimensione onirica ("il regno degli spiriti") da un ordine di potenti maghi a cui apparteneva anche Chung I, il maestro di Venus. Con la morte di quest'ultimo, i sigilli si indeboliscono e Komodo riesce ad intrappolare Splinter nella dimensione onirica contando sul fatto che le Tartarughe lo raggiungano e lo liberino, mostrando così inavvertitamente anche ai draghi la strada per uscire e tornare alla realtà. Da quel momento, Komodo e i suoi draghi danno la caccia alle Tartarughe Ninja poiché questi rappresentano il loro unico ostacolo al dominio del mondo. Desidera anche impossessarsi del potere della trasformazione mutante per diventare ancora più potente. Possiede poteri magici ed è abile a combattere con la spada ma, a causa del contesto comico della serie, non rappresenta un avversario veramente temibile.
- Wick: lacchè e scagnozzo di più basso rango del Signore dei Draghi (di cui è anche cugino di quarto grado), rispetto a tutti gli altri draghi non è umanoide ed è di dimensioni molto ridotte, motivo per cui è spesso maltrattato e preso in giro dagli altri, specie da Komodo che sfoga su di lui la sua frustrazione per i fallimenti quotidiani. Fisicamente debole e mentalmente tonto, ha comunque un certo talento nel preparare pozioni (che però non funzionano mai). In una puntata, preparerà senza volerlo un infuso che gli darà grandi poteri magici (e anche una nuova voce molto più virile) con i quali spodesterà temporaneamente il Signore dei Draghi.
- Luogotenente Dragone: il più forte dei guerrieri al servizio del Signore dei Draghi, si distingue per il cappuccio viola della sua uniforme. Fedelissimo al suo signore e maestro, è similmente esasperato dalle Tartarughe Ninja e dai fallimenti nel tentativo di fermarle.
- Dottor Cornelius Quease: luminare della ricerca sulle mutazioni, è stato scansato e sminuito dalla comunità scientifica per anni a causa della sua convinzione dell'esistenza delle creature mutanti. Le Tartarughe Ninja sono la prova che lui aveva ragione e intende scoprire tutti i loro segreti, alleandosi quindi con il Signore dei Draghi per riuscire a catturarle e studiarle. Tra lui e Donatello vi è una forte ammirazione reciproca inevitabilmente fratturata dalla totale mancanza di etica e di scrupoli del professore.
- Silver: dall'aspetto di un gorilla bianco/grigio dotato di intelligenza e favella umana, è uno yeti ed è l'ultimo esemplare della sua specie. Non volendo passare il resto della sua vita nella desolazione e nella solitudine delle nevi himalayane, è giunto a New York City e ha assunto il comando di una gang criminale con l'intento di diventare ricchissimo. Ha un gusto raffinato nel vestirsi e la sua villa/rifugio è colma di oggetti rari e tesori artistici molto pregiati. Inizialmente le Tartarughe Ninja non vogliono avere a che fare con lui, ritenendo che fermare il crimine non sia un loro compito e non volendo inoltre esporsi alla polizia, ma in qualche modo i piani di Silver coinvolgono sempre la banda che si ritrova così a combatterlo.
- Simon Bonesteel: cacciatore di frodo e bracconiere specializzato nel contrabbando di animali rari. Ha dato la caccia ad ogni specie animale sul pianeta (e anche a creature soprannaturali come i vampiri) e vuole catturare le Tartarughe Ninja in quanto da lui considerate le prede più prestigiose e preziose del mondo. Ha un grande talento nel preparare trappole ed ha a disposizione mezzi tecnologici impressionanti ma, dato che ha passato la maggior parte della sua vita immerso nell'aspra natura selvaggia, è svitato, lunatico e leggermente tonto, per cui le tartarughe riescono sempre a sventare i suoi piani. È solito dare nomi di ragazza alle sue armi come "Eleonora" "Alice" e "Sofia".
- Heavy Duke: leader di una gang di teppisti chiamata "Gli Intoccabili" che bazzica i quartieri malfamati di New York City ed estorce denaro ai negozianti e ai passanti. Sono palesemente ispirati ai personaggi del film Arancia meccanica.
- Vam-Mi: antica vampira di 10000 anni, un tempo era il terrore della Cina prima che il maestro shinobi Chung I riuscisse a fermarla estraendole il cuore dal petto. Nemmeno questo però poteva ucciderla e, sebbene il suo corpo sia andato distrutto, il suo spirito rimase dormiente intrappolato in una bara fino a che i suoi assistenti Bing e Chi Chu non l'hanno trovata e liberata. Un loro incantesimo le ha permesso di riprendere temporaneamente forma fisica ma, a meno che non riesca a ricongiungere il cuore al proprio corpo, tornerà catatonica.
- Bing e Chi Chu: discepoli di Vam-Mi, vampiri anche loro. Grazie all'immortalità propria della loro specie, hanno mantenuto l'aspetto di bambini sebbene abbiano in realtà 1200 anni.
- Chung I: maestro shinobi che si è preso cura di Venus e le ha insegnato le arti mistiche e marziali allevandola come una figlia. In passato era stato amico di Hamato Yoshi, il maestro di Splinter, e quindi conosce il segreto delle Tartarughe Ninja e consiglia a Venus di raggiungere i suoi compagni prima di morire.
- André: anziano signore cieco con cui Splinter stringe una forte amicizia. A causa della sua condizione, è l'unico essere umano con cui le Tartarughe Ninja possano interagire liberamente e, in una puntata, lo ospitano in casa loro per un periodo.

## Doppiaggio italiano
Nel doppiaggio italiano della serie televisiva realizzato da Mediaset, sono stati utilizzati per i personaggi delle tartarughe, del maestro Splinter e di Shredder i doppiatori italo-storici della serie animata degli anni '80 o '90, anche quest'ultima andata in onda sulle reti dell'allora Mediaset del gruppo Fininvest. La sigla è scritta da Alessandra Valeri Manera e Silvio Amato e interpretata da Enzo Draghi.

## Lista episodi
- 01 - L'Est incontra l'Ovest (prima parte)
- 02 - L'Est incontra l'Ovest (seconda parte)
- 03 - L'Est incontra l'Ovest (terza parte)
- 04 - L'Est incontra l'Ovest (quarta parte)
- 05 - L'Est incontra l'Ovest (quinta parte)
- 06 - Il bastone di Bu Kai
- 07 - Argento e oro
- 08 - Il dottor Quease
- 09 - Questione di famiglia
- 10 - Il biglietto vincente
- 11 - Festa animalesca
- 12 - Copie mutanti
- 13 - La macchina della verità
- 14 - Re per un giorno
- 15 - L'ospite
- 16 - Ridammi il mio cuore (prima parte)
- 17 - Ridammi il mio cuore (seconda parte)
- 18 - Ridammi il mio cuore (terza parte)
- 19 - Ridammi il mio cuore (quarta parte)
- 20 - Il ritorno di Shredder
- 21 - Il drago buono
- 22 - La trappola del dottor Quease
- 23 - Assalto alla base
- 24 - Attenti al gorilla
- 25 - Caccia alla strega
- 26 - Come fratelli

Dopo il 26º episodio, la serie venne cancellata nel 1998, a causa del budget insufficiente.

## Sigla italiana
Tartarughe Ninja - L'avventura continua, musica di Silvio Amato, testo di Alessandra Valeri Manera, cantata da Enzo Draghi.